# Arielle Dombasle by Era
Arielle Dombasle by Era es el séptimo álbum de ERA pero el primero de no ser parte de la cronología de los álbumes del grupo, el álbum en su totalidad, es interpretado por la soprano Arielle Dombasle combinando su mística voz con los cantos gregorianos dando así diez temas para el álbum que algunos fueron creados y recreados y por segunda vez ERA uso palabras en latín en los temas «Ave maría», «Adagio for Strings», «Don't Take Pleasure of My Pain», «Sins».

## Lista de canciones
1. «Ave Maria»
2. «Cold Song - King Athur»
3. «Adagio for Strings» (Edit Agnus Del)
4. «Sins»
5. «Don't Take Pleasure of My Pain»
6. «After Time»
7. «Just Close Your Eyes»
8. «Tiesto Demoni»
9. «Lost Jericho»
10. «Thousad Words» (Edit Call Your Name)

## Edition Limited Edition
1. «Lost Jericho» (Unplugget Version)

## Dato
En descarga digital de ITunes lanzaron dos ediciones una donde no aparece el tema «Don't Take Plasure of My Pain» dando así solo 9 pistas.
En este álbum se volvieron a retomar temas dé grandes compositores de la música clásica, creando nuevas versiones y algunas reeditado agregándole letras a las pistas.
El tema «After Time» del primer álbum de ERA fue reeditada y agregándole la voz de Arielle Dombasle al igual que «Thousand Words».
- Datos: Q82065561